# O-823
O-823是一种含氮有机化合物，化学式C
26H
39NO
3，属于一种大麻素，由美国Organix Inc公司开发，是大麻素受体CB1的部分激动剂。